# Wetgeving over motorrijtuigen
In de Europese Unie bestaat een vrij uniforme wetgeving over motorrijtuigen. Voorop staat de bescherming van de slachtoffers van verkeersongevallen waarbij een motorrijtuig is betrokken. Deze bescherming wordt geregeld middels een verplichte aansprakelijkheidsverzekering voor motorrijtuigen.

## België
In België geldt een verzekeringsplicht voor alle motorrijtuigen. De autoverzekering moet een ongelimiteerde dekking kennen voor veroorzaakte schade. In de Wet Aansprakelijkheidsverzekering Motorrijtuigen is deze verzekeringsplicht vastgelegd. Het niet nakomen van de verzekeringsplicht is strafbaar.
Het Gemeenschappelijk Motorwaarborgfonds stelt het slachtoffer schadeloos wanneer de motorrijtuigbezitter zijn verzekeringsplicht niet is nagekomen. Het waarborgfonds wordt gefinancierd door de motorrijtuigenverzekeraars.

## Nederland
De belangrijkste wetgeving over motorrijtuigen in Nederland is de Wet aansprakelijkheidsverzekering motorrijtuigen (WAM). Doel van de WAM is het beschermen van slachtoffers in het verkeer. Daarnaast kent Nederland nog artikel 185 van de Wegenverkeerswet. Dit artikel regelt de speciale bescherming van zwakke verkeersdeelnemers.

## Wet aansprakelijkheidsverzekering motorrijtuigen
Doel: bescherming slachtoffers bij schade veroorzaakt door motorrijtuigen. De WAM bepaalt onder meer dat een motorrijtuig verplicht verzekerd is, waaraan de verzekering moet voldoen en hoe een schade geregeld moet worden.
De bescherming rust op vier pijlers:
1. Verzekeringsplicht;
2. Controle op de verzekeringsplicht;
3. Rechtstreeks vorderingsrecht van de benadeelde;
4. Waarborgfonds

Definitie motorrijtuig
Motorrijtuig; artikel 1 van de WAM:
- Bestemd om, anders dan langs spoorstaven, uitsluitend of mede te worden voortbewogen door een mechanische kracht;
- Alles wat aan een motorrijtuig is gekoppeld totdat zij veilig buiten het verkeer tot stilstand zijn gekomen;
- Afgevallen lading.

### Verzekeringsplicht
Art. 2 WAM regelt de verplichting voor het sluiten van een verzekering voor elk motorrijtuig:
- Dat op de weg wordt geplaatst;
- Waarmee op een weg wordt gereden;
- Waarmee buiten een weg op een terrein aan het verkeer wordt deelgenomen;
  - Terrein: kenmerkend is het hebben van een verkeersfunctie. Een afgesloten parkeerplaats is geen weg maar wel een terrein.
- Waarvoor een kentekenbewijs is afgegeven.

Bepaalde groepen zijn vrijgesteld van de verzekeringsplicht. Dit zijn:
- De rijksoverheid;
- Vrijgestelde gemoedsbezwaarden;
- bepaalde categorieën motorrijtuigen: voertuigen die nauwelijks gevaar opleveren. Fietsen met elektrische trapondersteuning zijn vrijgesteld van verzekeringsplicht.

De WAM is alleen van toepassing op:
- Voor openbaar rij- of ander verkeer openstaande wegen of paden;
- Inclusief daarbij behorende bruggen, duikers, paden, bermen, zijkanten;
- Terreinen, toegankelijk voor het publiek of een zeker aantal personen dat het recht heeft daar te komen;
- Veerponten.

### Zelfstandig vorderingsrecht
De benadeelde heeft een rechtstreeks vorderingsrecht op de verzekeraar van het schadetoebrengende motorrijtuig. De benadeelde kan zijn schade rechtstreeks verhalen op de verzekeraar. Het is niet nodig de veroorzaker zelf aansprakelijk te stellen.

### Controle verzekeringsplicht
Bij kentekenplechtige motorrijtuigen moet de verzekeraar aan de overheid melding maken van het sluiten van een verzekering en het beëindigen van de dekking hiervan. De overheid heeft deze taken toebedeeld aan de RDW. In feite moet de verzekeraar dus melding maken aan de RDW.
Bestuurders van niet-kentekenplichtige motorrijtuigen (tractors en invalidenvoertuigen) dragen verplicht een verzekeringsbewijs bij zich.

### Waarborgfonds Motorverkeer
Het Waarborgfonds Motorverkeer (WBF) komt op voor slachtoffers van verkeersongevallen in bepaalde situaties, voornamelijk wanneer de veroorzaker van de aanrijding is doorgereden.

## Art. 185 WVW
Artikel 185 van de Wegenverkeerswet regelt de speciale bescherming van zwakke verkeersdeelnemers. Specifieker regelt dit artikel de aansprakelijkheid van de bezitter van een motorrijtuig bij een aanrijding met een niet-motorrijtuig (zoals fietsers, voetgangers, huizen, vangrails, bomen en zelfs trams en treinen).
Volgens dit artikel is de sterke verkeersdeelnemer bij een aanrijding met een zwakke verkeersdeelnemer aansprakelijk voor de schade aan de ander. Op grond van overmacht of eigen schuld kan de aansprakelijkheid vervallen of worden verminderd. Tenzij er sprake is van overmacht zal de zwakke verkeersdeelnemer ten minste 50% van zijn schade vergoed krijgen.